# Presto (kansspel)
Presto is een krasspel, georganiseerd door de Nationale Loterij van België. Het werd gelanceerd op 17 oktober 1983 en was het eerste krasspel van de Nationale Loterij. De spelformule is eenvoudig: wanneer men de deklaag wegkrast, verschijnt er een bedrag. Als dat niet nul is, wint men dat bedrag.
De prijs van een biljet en de winstverdeling is in 2002 vastgesteld bij de invoering van de euro. Eén biljet kost 1,25 euro. Per 1 miljoen biljetten zijn er:
- 1 van 25.000 €
- 10 van 2.500 €
- 400 van 250 €
- 1.000 van 25 €
- 3.000 van 12,50 €
- 30.000 van 5 €
- 160.000 van 2,50 €

Het totale te winnen bedrag voor 1 miljoen biljetten is dus 762.500 euro of 61% van de inzet, evenveel als bij Subito. De kans op een winnend biljet is eveneens dezelfde als bij Subito, namelijk 194.411/1.000.000 = 1 op 5,14.
Presto XL en Presto XXL zijn "large" versies van Presto, met oorspronkelijk respectievelijk 3 en 7 kraszones op één biljet. Een biljet kost resp. 2,50 en 5 euro. Eventuele winsten in meerdere kraszones worden opgeteld. De maximale winst was 75.000 euro bij Presto XL en 200.000 euro bij Presto XXL; de kans op een winnend biljet is 1 op 4,30 bij Presto XL en 1 op 3,56 bij Presto XXL. Dit is hetzelfde als bij Subito XL of Subito XXL.
In juni 2008 is de formule en de winstverdeling voor Presto XL en Presto XXL aangepast om deze krasspellen meer aantrekkelijk te maken:
Voor Presto XL werd de kans op een winnend biljet 1 op 4,25 en de maximale winst 100.000 euro. Een Presto-XL-biljet bevatte vanaf dan vier kraszones, drie "Presto Zones" en een "Vermenigvuldigingszone". Eén of twee "Presto Zones" kunnen een winnend bedrag bevatten, en die som kan verdubbeld worden indien de "Vermenigvuldigingszone" de vermelding "X2" bevat.
Voor Presto XXL werd het maximale winstbedrag opgetrokken tot 250.000 euro. De biljetten bevatten vanaf dan acht kraszones, zeven "Presto Zones" en een "Vermenigvuldigingszone". Eén tot vier "Presto Zones" kunnen een winnend bedrag bevatten, en de som daarvan kan verdrievoudigd worden indien de "Vermenigvuldigingszone" de vermelding "X3" bevat.
In 2006 was Presto was goed voor een omzet van ca. 13,7 miljoen euro; Presto XL voor 4,2 miljoen euro; Presto XXL voor 6,4 miljoen euro en Super Presto voor ca. 2 miljoen euro.